# Rumi-Kalender

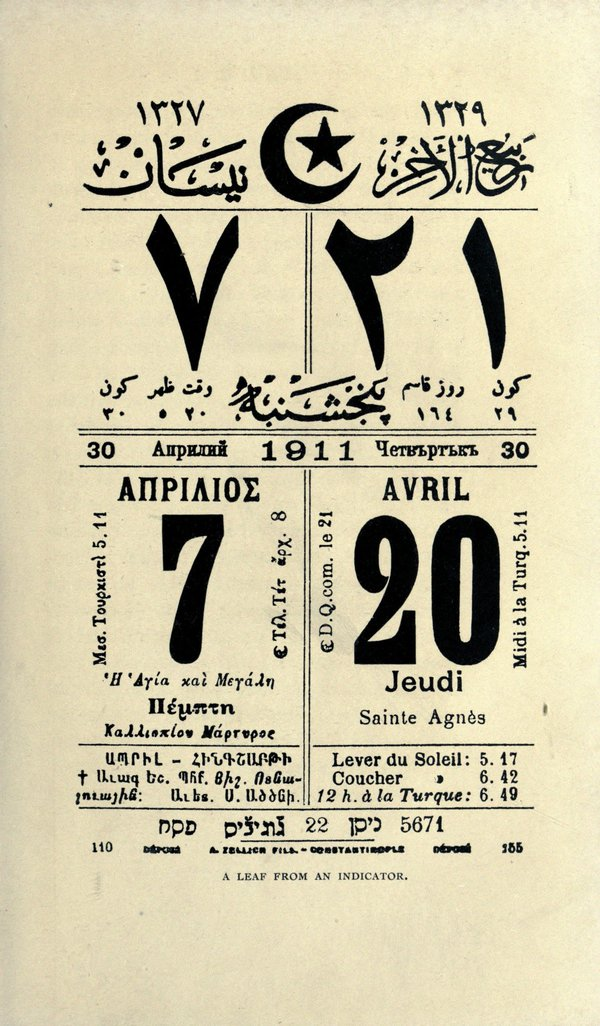
Osmanisches Kalenderblatt vom Donnerstag, dem 20. April 1911 in diversen Sprachen. Oben links ist in Osmanisch das Datum nach dem Rumi-Kalender angegeben: 7. Nisan 1327, daneben nach dem islamischen Kalender: 21. Rabīʿ ath-thānī 1329. Im Feld unter dem Rumi-Kalender steht in Griechisch das Datum nach dem julianischen Kalender: 7. Aprilios 1911, daneben in französischer Sprache das gregorianische Datum. Ganz unten befindet sich nach dem jüdischen Kalender das Datum in Hebräisch: 22. Nisan 5671. Links und rechts neben der Jahreszahl 1911 Monatsnamen und Wochentagsnamen in Bulgarisch, im Feld unter den griechischen Datumsangaben dieselben in Armenisch. Der griechischen Beschriftung zufolge handelt es sich um den Gründonnerstag nach dem orthodoxen Festtagskalender.

Der Rumi-Kalender (türkisch Rumi Takvim ‚römischer Kalender‘) ist ein auf dem julianischen Kalender basierender, mit der Hidschra, der Auswanderung Mohammeds von Mekka nach Medina im Jahr 622, beginnender Solarkalender. Er wurde während der Tanzimat-Periode eingeführt und war von 1840 bis 1926 im Osmanischen Reich sowie der Republik Türkei gültig. Bei nichtamtlichen Angelegenheiten wurde weiterhin der Hidschra-Kalender genutzt. Der Umstand, dass sowohl der Rumi-Kalender als auch der islamische Kalender ihre Jahre nach der Hidschra datieren, führt mitunter zu Datierungsfehlern, indem irrtümlich Datumsangaben nach dem Rumi-Kalender als solche nach dem islamischen Kalender interpretiert werden. Die Jahreszahlen für dasselbe Datum können nämlich aufgrund der unterschiedlichen Jahreslänge bis zu 2 Jahre differieren (siehe auch das abgebildete Kalenderblatt).
| Osmanisch                | Deutsch   |
| ------------------------ | --------- |
| مارت Mart                | März      |
| نيسان Nisan              | April     |
| مايس Mayıs               | Mai       |
| حزيران Haziran           | Juni      |
| تموز Temmuz              | Juli      |
| اغستوس Ağustos           | August    |
| ايلول Eylûl              | September |
| تشرين اول Teşrin-i Evvel | Oktober   |
| تشرين ثانی Teşrin-i Sânî | November  |
| كانون اول Kânûn-ı Evvel  | Dezember  |
| كانون ثانی Kânûn-ı Sânî  | Januar    |
| شباط Şubat               | Februar   |

## Geschichte

### Einführung
Wie in den meisten islamischen Ländern wurde auch im osmanischen Reich seit jeher für Finanzzwecke ein Sonnenkalender, der julianische Kalender, neben dem offiziellen islamischen Kalender verwendet. Die Staatseinnahmen beruhten nämlich hauptsächlich auf Abgaben auf die landwirtschaftliche Produktion, die jahreszeitlich gebunden war. Die Ausgaben, soweit kalendermäßig fixiert, wie etwa Soldzahlungen, erfolgten nach dem islamischen Kalender. Nachdem auch für den julianischen Kalender die Jahreszählung nach der Hidschra verwendet wurde, ergaben sich aus der unterschiedlichen Jahreslänge von julianischem und islamischem Kalender Synchronisationsprobleme. Zu deren Behebung wurde im Jahr 1677 ein Vorschlag des Obersten Finanzdirektors Hasan Pascha umgesetzt, nach dem man ab diesem Zeitpunkt in der Jahreszählung des julianischen Kalenders alle 33 Jahre ein Jahr überspringen sollte, um die Differenz zwischen Hidschra- und julianischem Kalender auszugleichen. Um die Inkonsistenz zu vermeiden, die mit einem solchen ausgefallenen Jahr verbunden war, wurde 1740 der Jahresanfang auf Anordnung des Finanzdirektors Atıf Efendi vom September auf den März vorverlegt, um den Jahresbeginn des julianischen Jahres mit dem Muharram, dem ersten Monat des islamischen Kalenders, zu synchronisieren.
Am 13. März 1840 wurde der julianische Kalender, der bis zu diesem Zeitpunkt nur in Finanzsachen verwendet wurde (سنهٔ مالیه / sene-i mâliye / ‚Finanzjahr‘), im Rahmen der Tanzimat-Periode als Rumi-Kalender auch für den amtlichen Bereich eingeführt. Von da an bestand zwischen der Jahreszählung des Rumikalenders und der der christlichen Zeitrechnung eine dauernde Differenz von 585 Jahren im Januar sowie Februar und 584 Jahren für die übrigen Daten, weil es 1871 unterlassen wurde, wieder ein Jahr in der Zählung auszulassen.

### Umstellung auf den „internationalen“ Kalender
Am 1. März 1917 wurde der Rumi-Kalender vom julianischen auf den gregorianischen Kalender umgestellt. Auf den 15. Februar 1332 (julianische Hidschra-Zählung) folgte durch Auslassung von 13 Tagen der 1. März 1333 (1917). Weiterhin verlegte man den Jahresanfang auf den 1. Januar. Somit verliefen von da an die Jahre beider Kalender mit einer Differenz von 584 Jahren vollständig parallel.
Mit dem Gesetz Nr. 698 wurde Anfang 1926 der gregorianische Kalender als sogenannter „Internationaler Kalender“ (osmanisch بین الملل تقویم beynelmilel takvim) eingeführt. Dabei wurden die Monatsnamen des Rumi-Kalenders übernommen.
Anfang 1945 wurden die Monatsnamen Teşrin-i Evvel, Teşrin-i Sânî, Kânûn-ı Evvel und Kânûn-ı Sânî per Gesetz Nr. 4696 im Sinne der Turkisierung der Sprache in Ekim, Kasım, Aralık und Ocak umgeändert.